# Rupertiberg
Rupertiberg (slowenisch: Na Gori) ist eine Ortschaft von Ludmannsdorf, zählt 54 Einwohner (Stand 2001) und liegt in einer Seehöhe von 716 m ü. A. Das Dorf befindet sich über dem Rosental am Südabfall des Höhenzuges der Sattnitz zwischen dem Hauptort der Gemeinde, Ludmannsdorf im Osten, und St. Egyden (Gemeinde Velden) im Westen.

## Filialkirche Hl. Lucia und Hl. Rupert

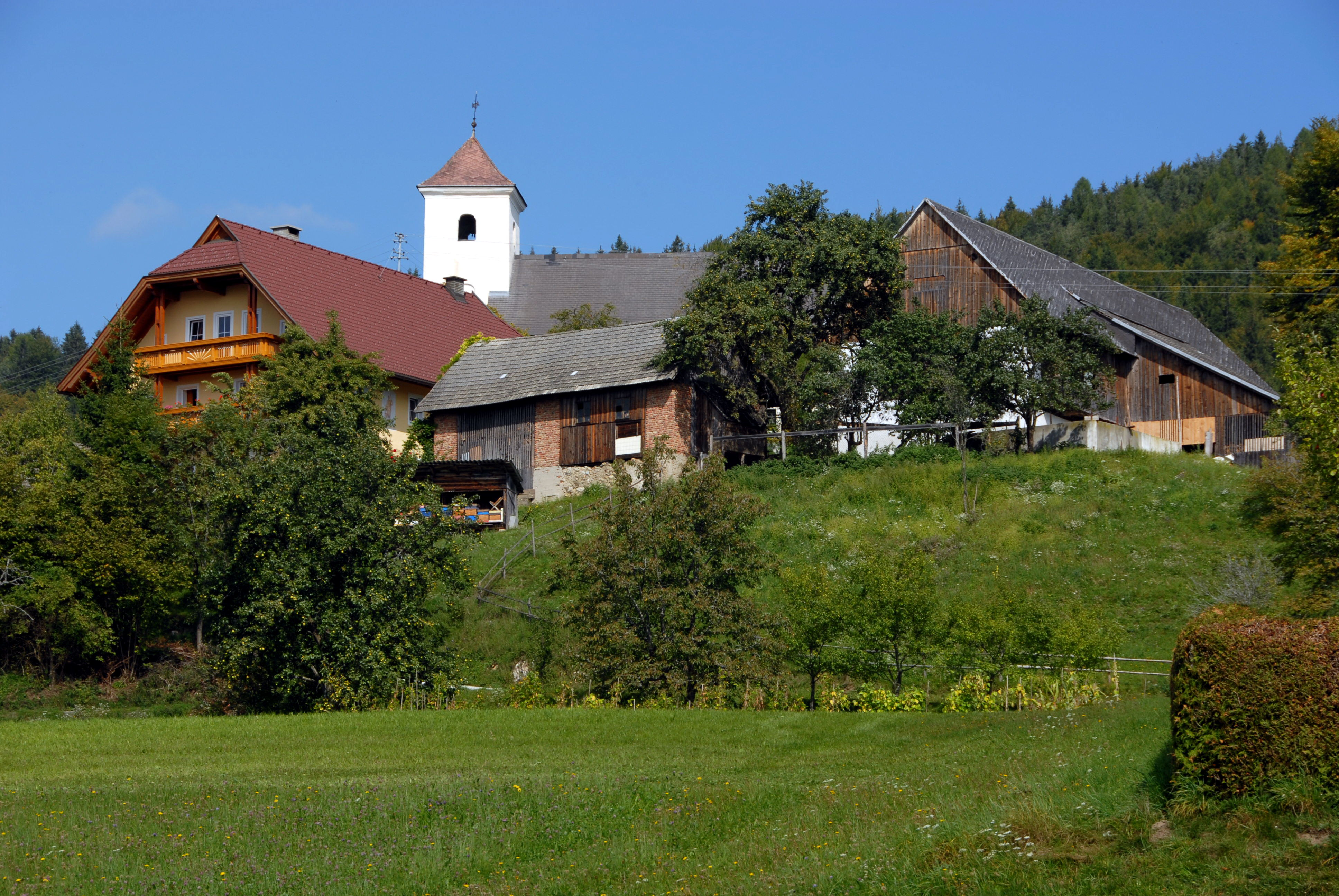
Ortschaft Rupertiberg mit Filialkirche Hl. Lucia und Hl. Rupert

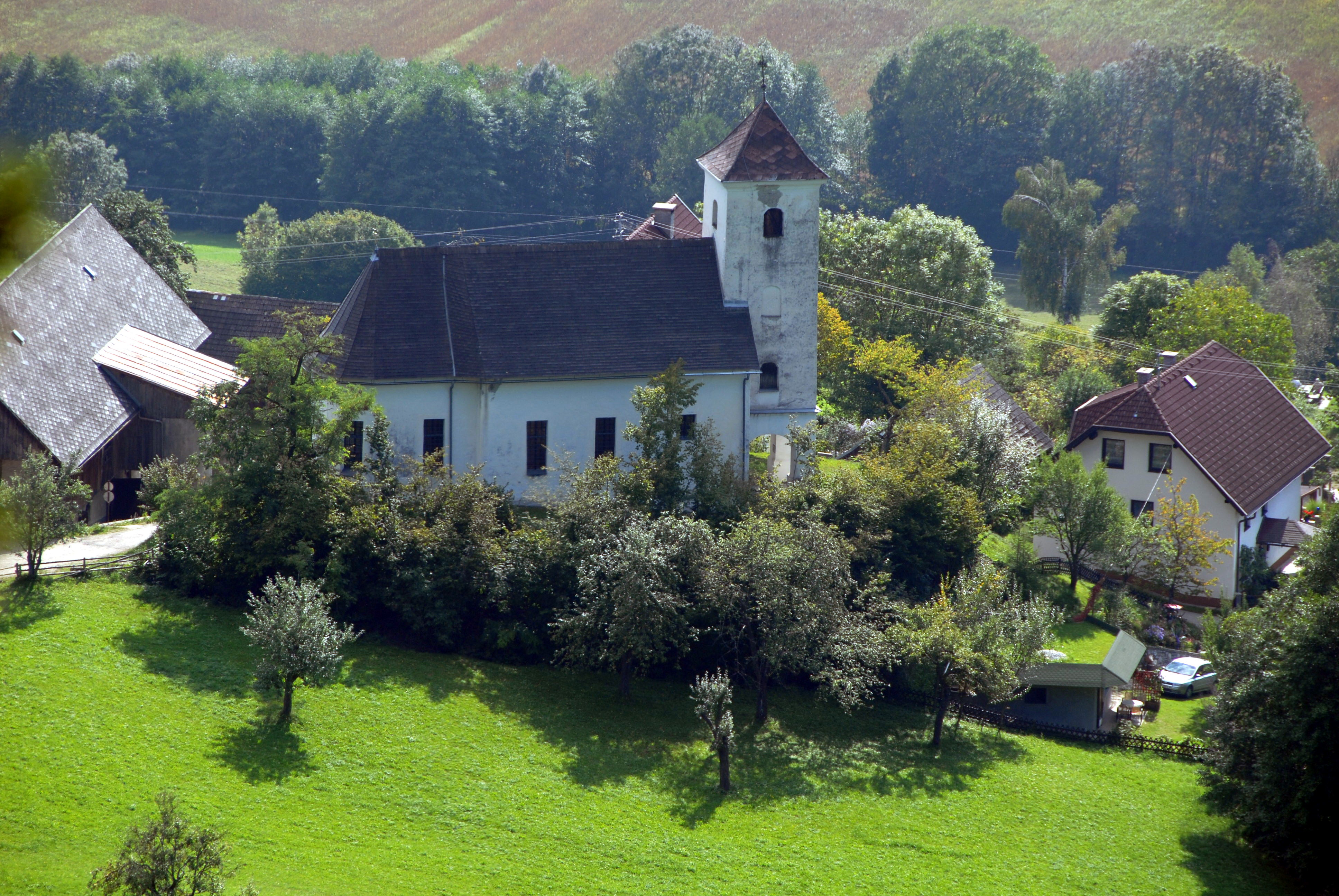
Blick vom Aussichtsfelsen Racava auf die Kirche

### Geschichte
Das Bauwerk wurde erstmals im Jahre 1272 als Filialkirche der Pfarre Keutschach erwähnt. Durch den Abt des Zisterzienserklosters Viktring wird im Jahre 1775 die alte Kirche in einfachem Barockstil neu erbaut. Seit 1784 gehört sie zur Pfarre Sankt Egyden. Die Heilige Lucia gilt als Patronin der Augenleidenden und ist eine Märtyrerin aus Sizilien am Ende des 3. Jahrhunderts. Der Heilige Rupert gilt als Patron des Bergbaus und der Salzarbeiter, war Bischof von Worms und der Gründer der Abtei Sankt Peter in Salzburg am Ende des 7. Jahrhunderts.

### Bauwerk
Der kleine einschiffige Bau hat einen runden Chorschluss. Südseitig ist eine kleine Sakristei angebaut. Der gedrungene westliche Vorhallenturm mit Pyramidendach ist im Erdgeschoß mit Arkaden geöffnet. Mit Ausnahme des Turmes ist das Bauwerk schindelgedeckt. Im Innern haben Langhaus und Chor ein Tonnengewölbe mit Gurtbögen auf Pilastern. Die Brüstung der hölzernen Westempore ist mit Schablonenmalerei verziert; ferner sind drei Medaillons angebracht: Links mit der Darstellung der alten Kirche, rechts der neuen, in der Mitte mit dem Hinweis auf Abt Bernardus als Erbauer und Förderer und die Jahreszahl 1770 (MDCCLXVV).

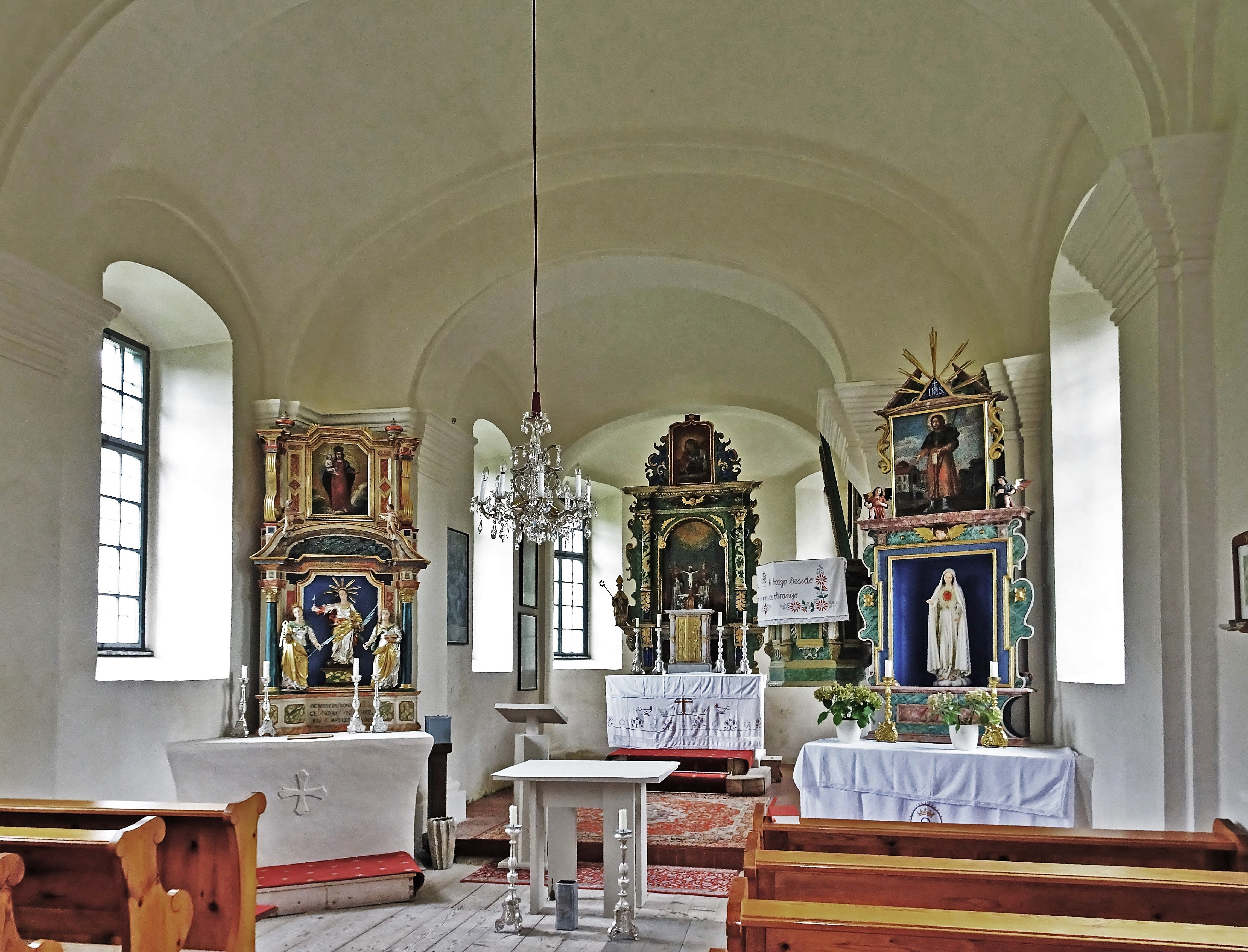
Innenansicht der Kirche
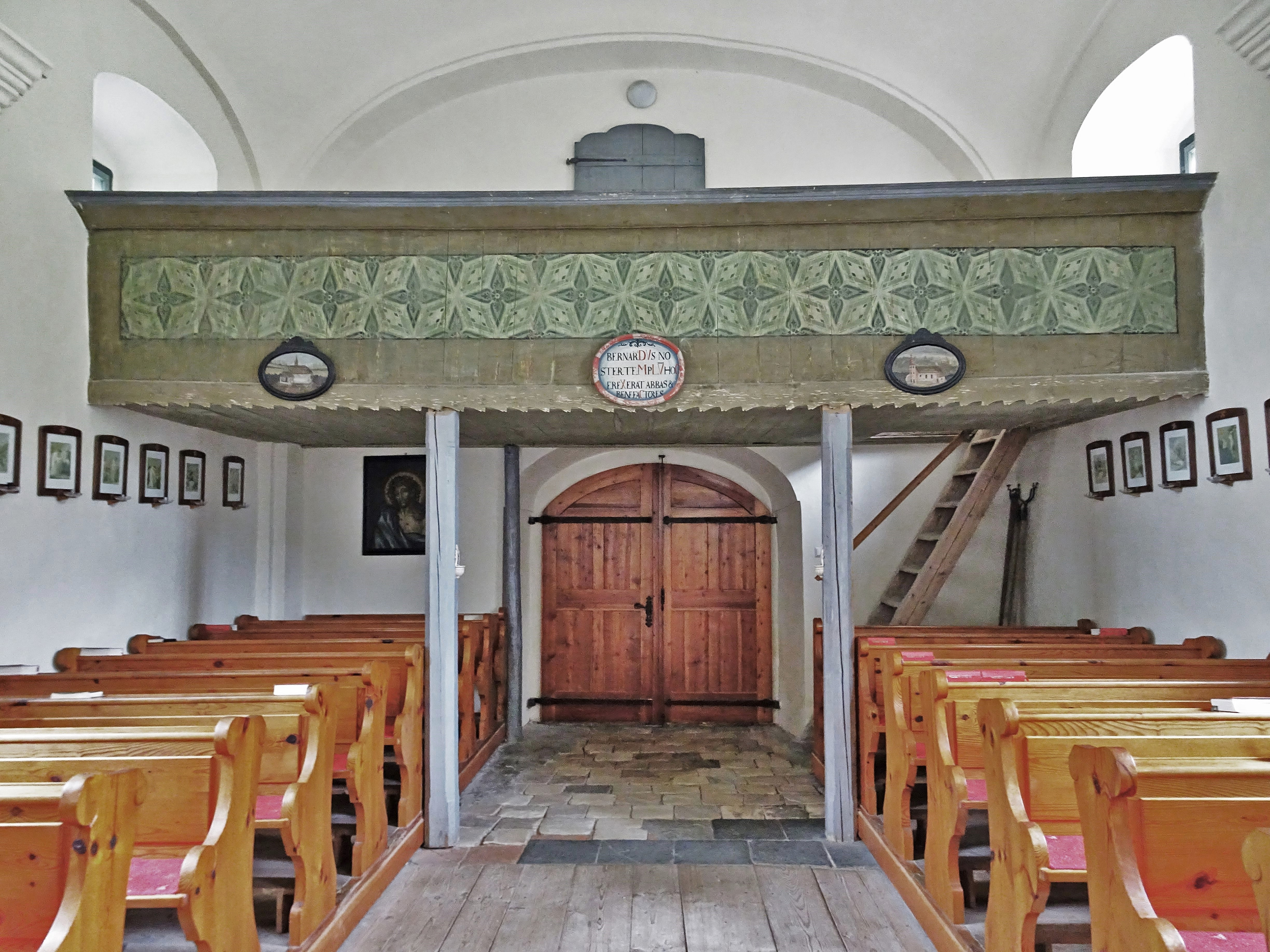
Die Empore

### Einrichtung
Zur schlichten, spätbarocken Einrichtung gehören außer dem Hochaltar zwei Seitenaltäre. Die Kanzel ist von der Sakristei aus zu erreichen. Im Chor hängen Gemälde der Heiligen Lucia, Dionysios und Clemens. Hinter dem Hochaltar steht ein alter, offener Beichtstuhl.

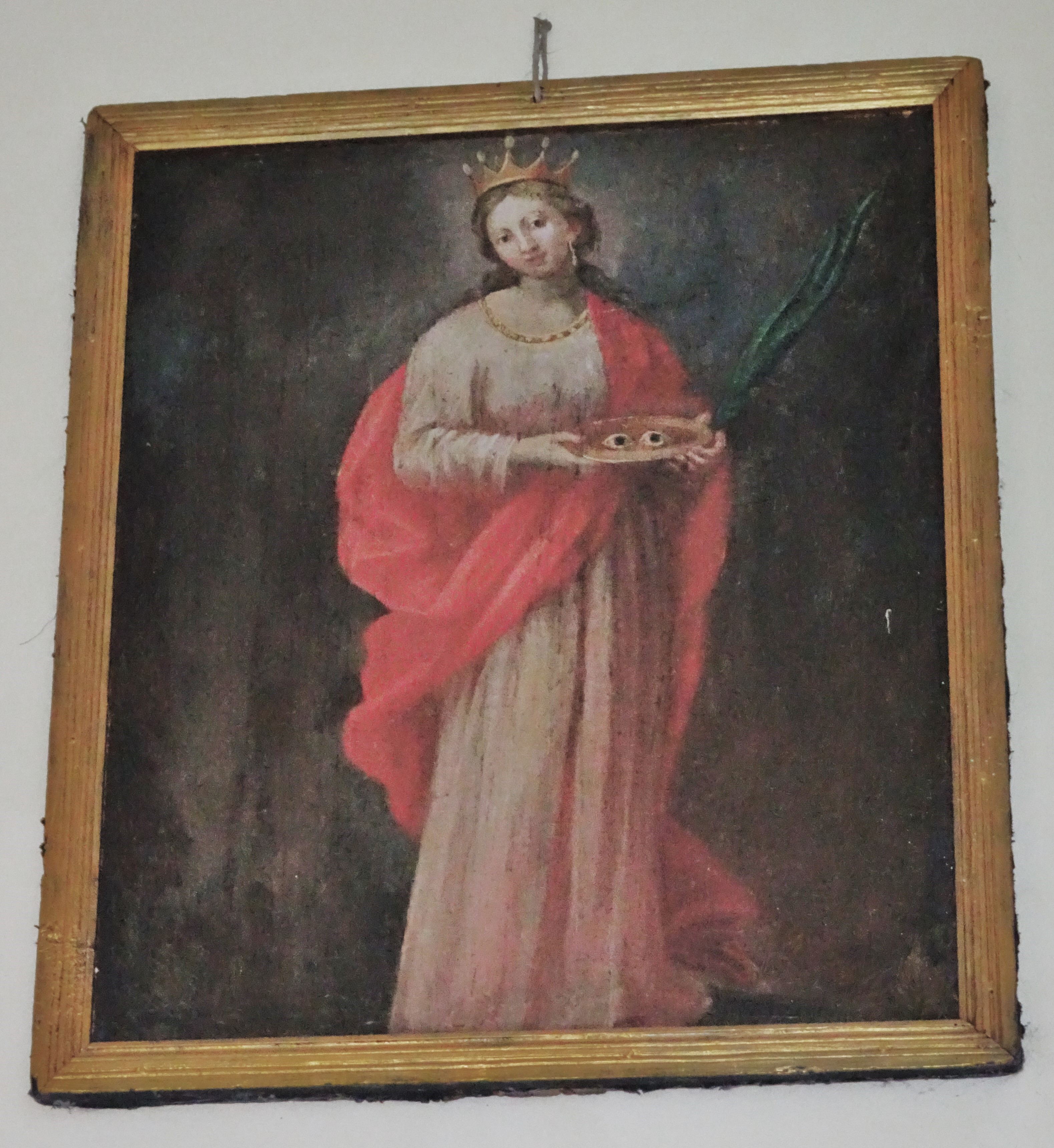
Die hl. Lucia
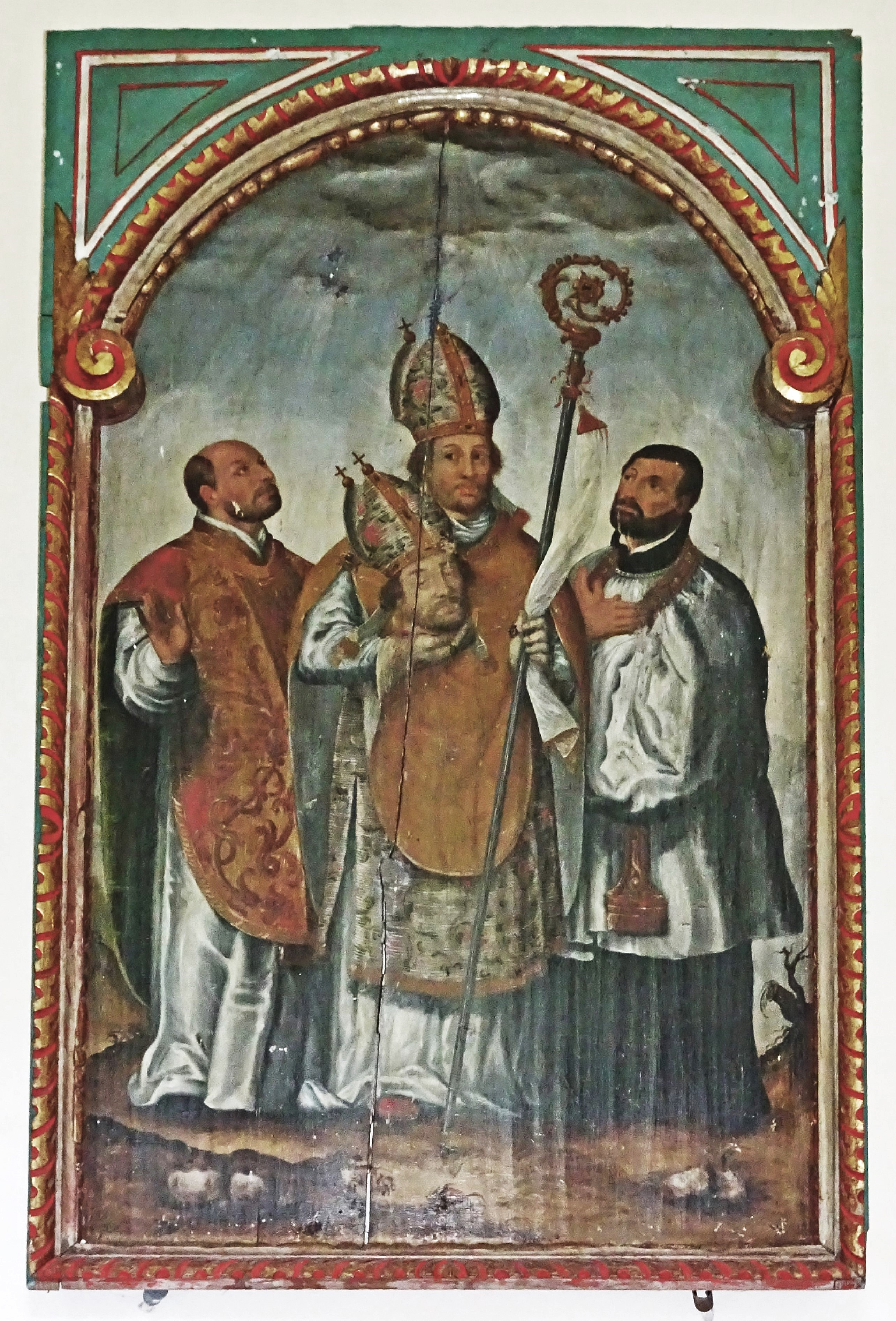
Der hl. Dionysios
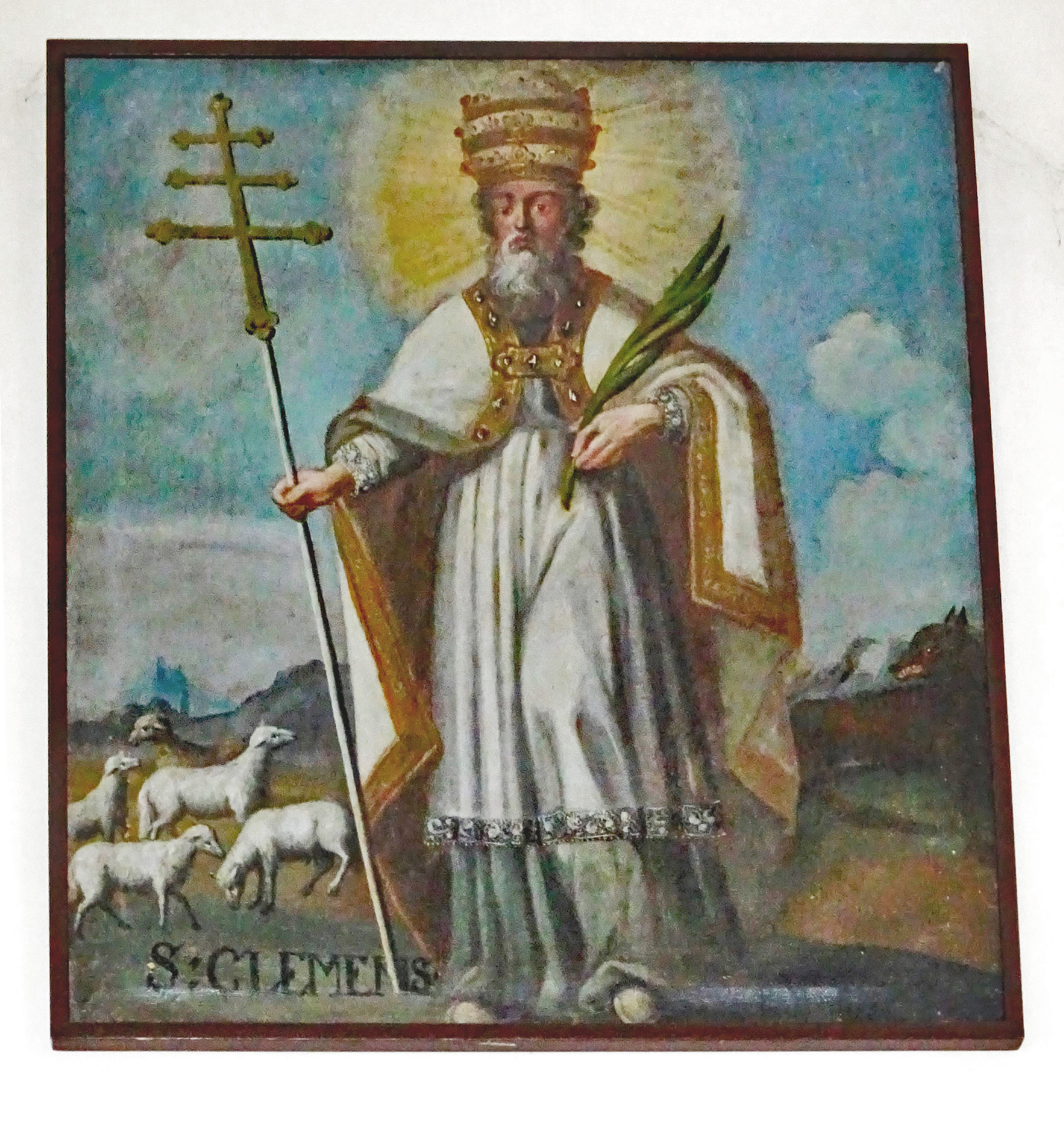
Der hl. Clemens
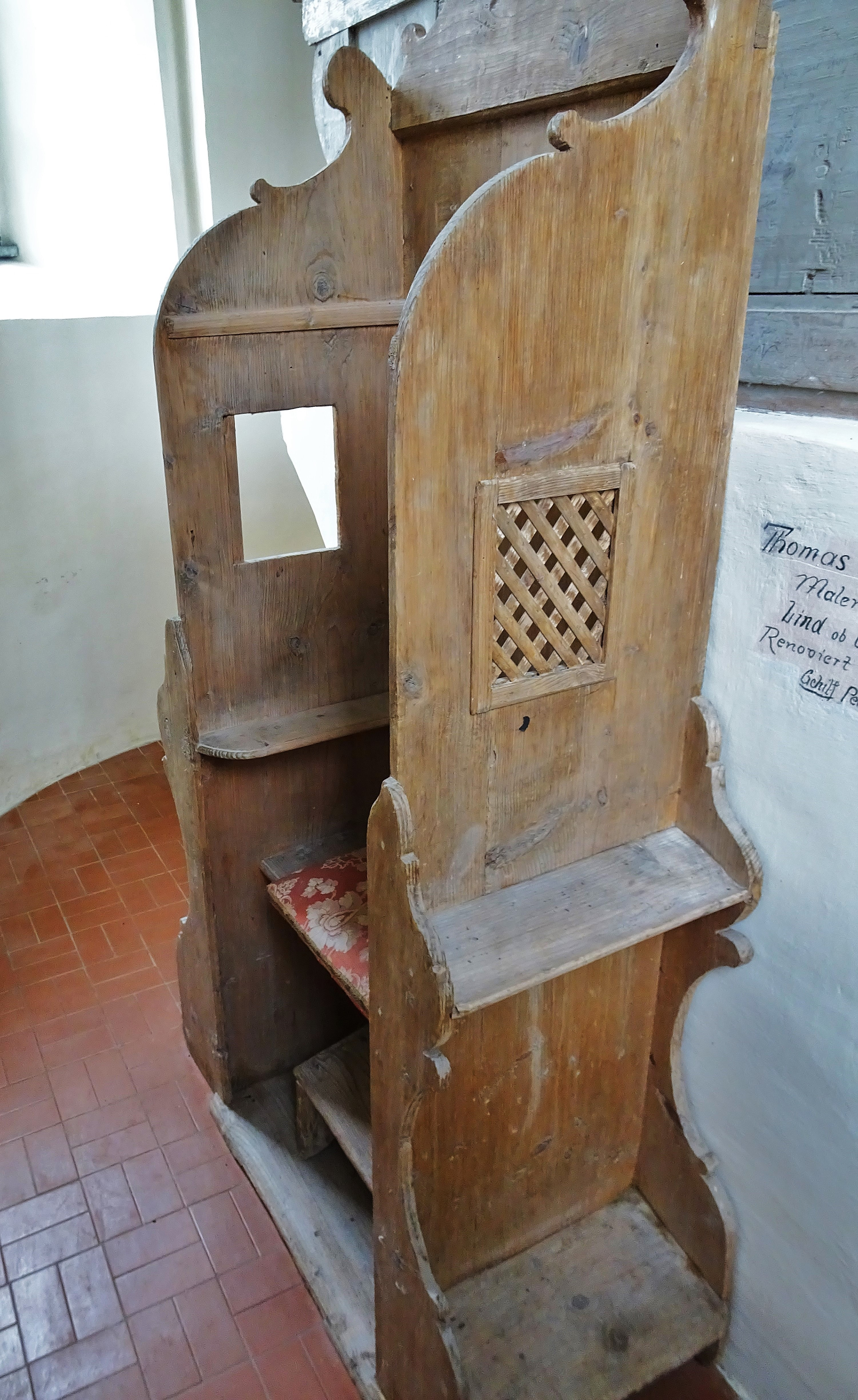
Beichtstuhl

## Wanderung
Ein markierter Rundwanderweg „Plätze der Kraft“ führt von der Filialkirche Rupertiberg durch das Rupertitor, vorbei an einer Lithopunktur von Marko Pogačnik, zum Felsvorsprung, der „Teufelskanzel“ Racava, und zu den Saligen-Sitzen.

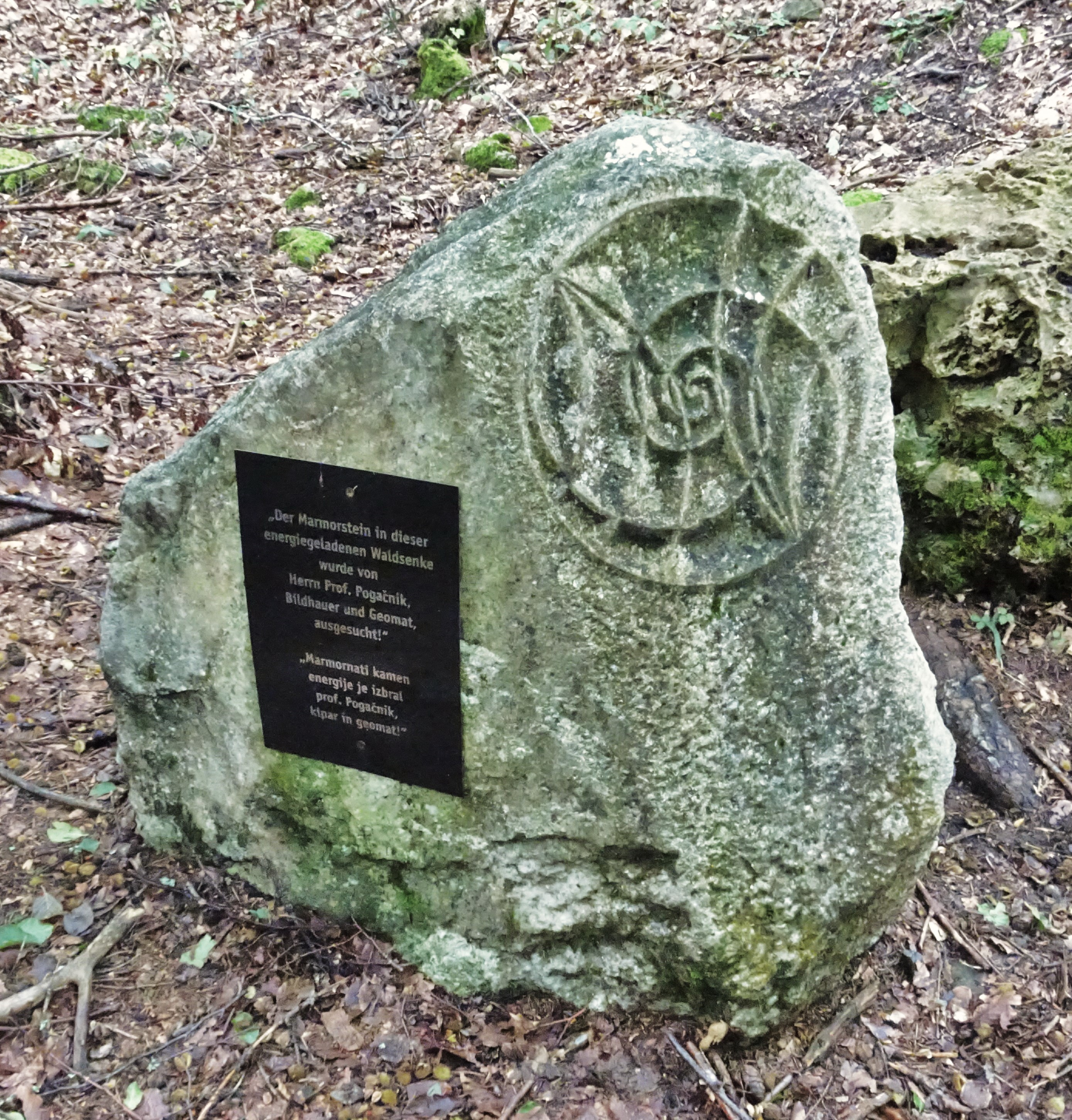
Lithopunktur von Pogačnik
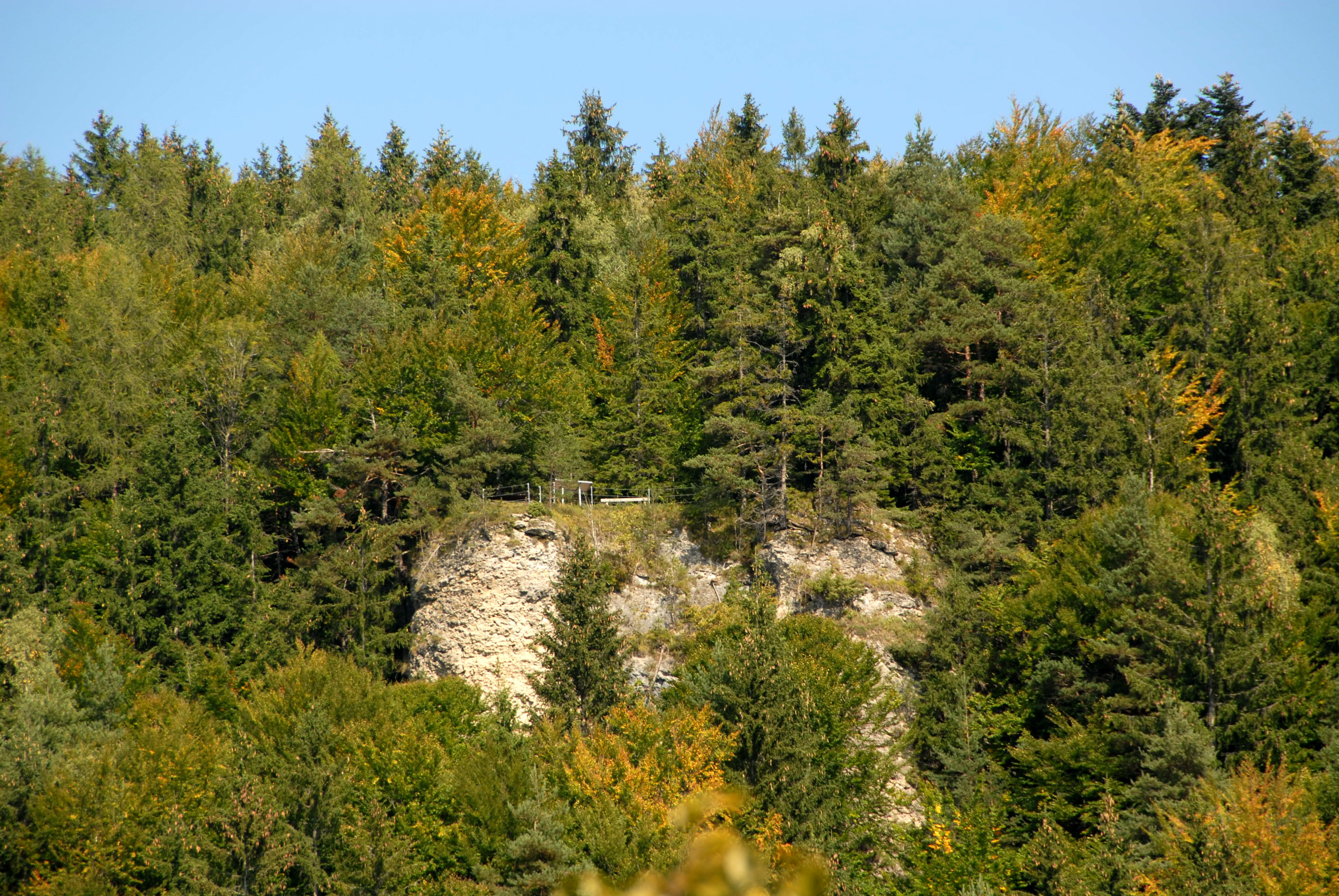
Aussichtspunkt Racava-Felsen oberhalb von Rupertiberg
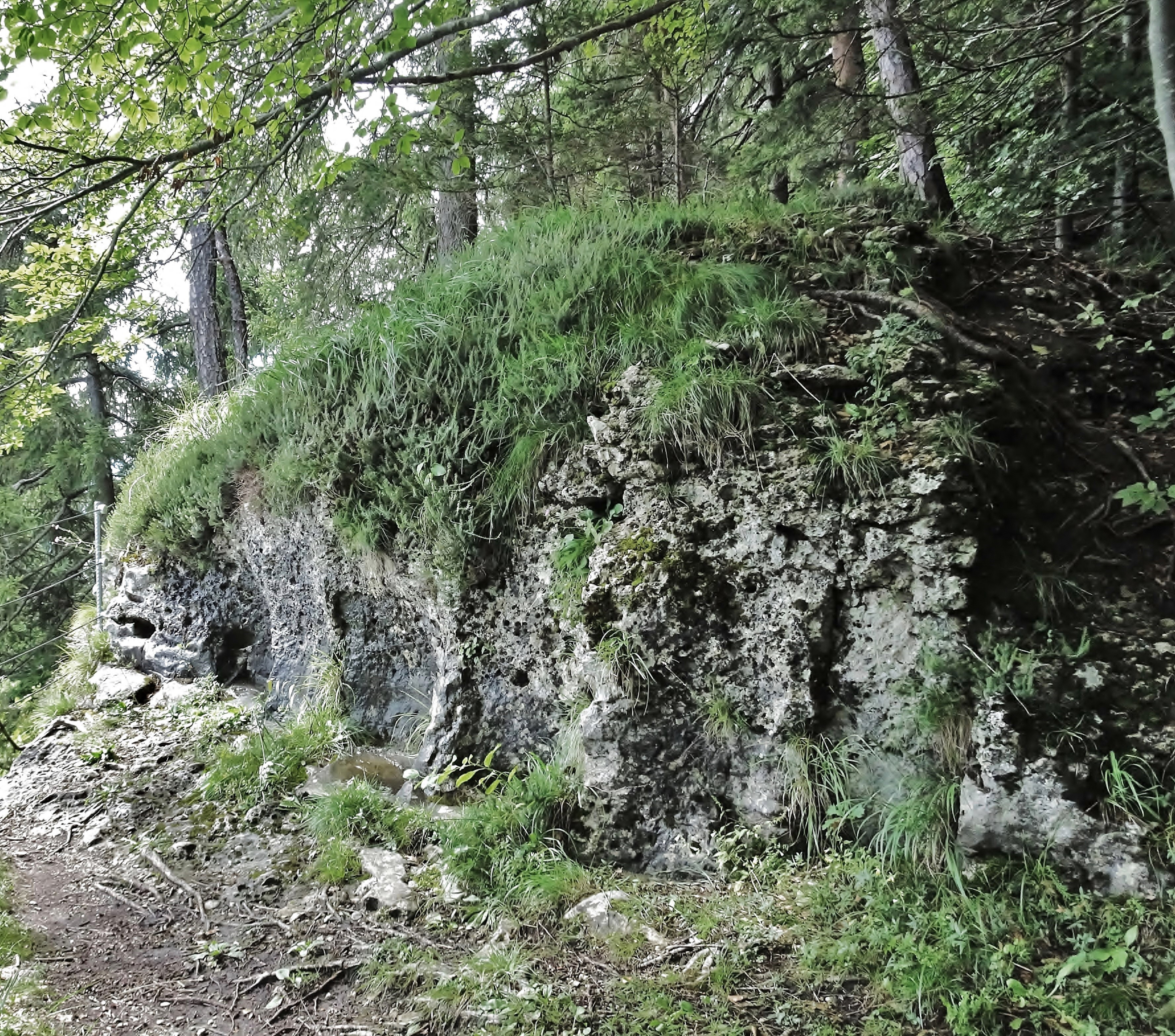
Die Saligen-Sitze
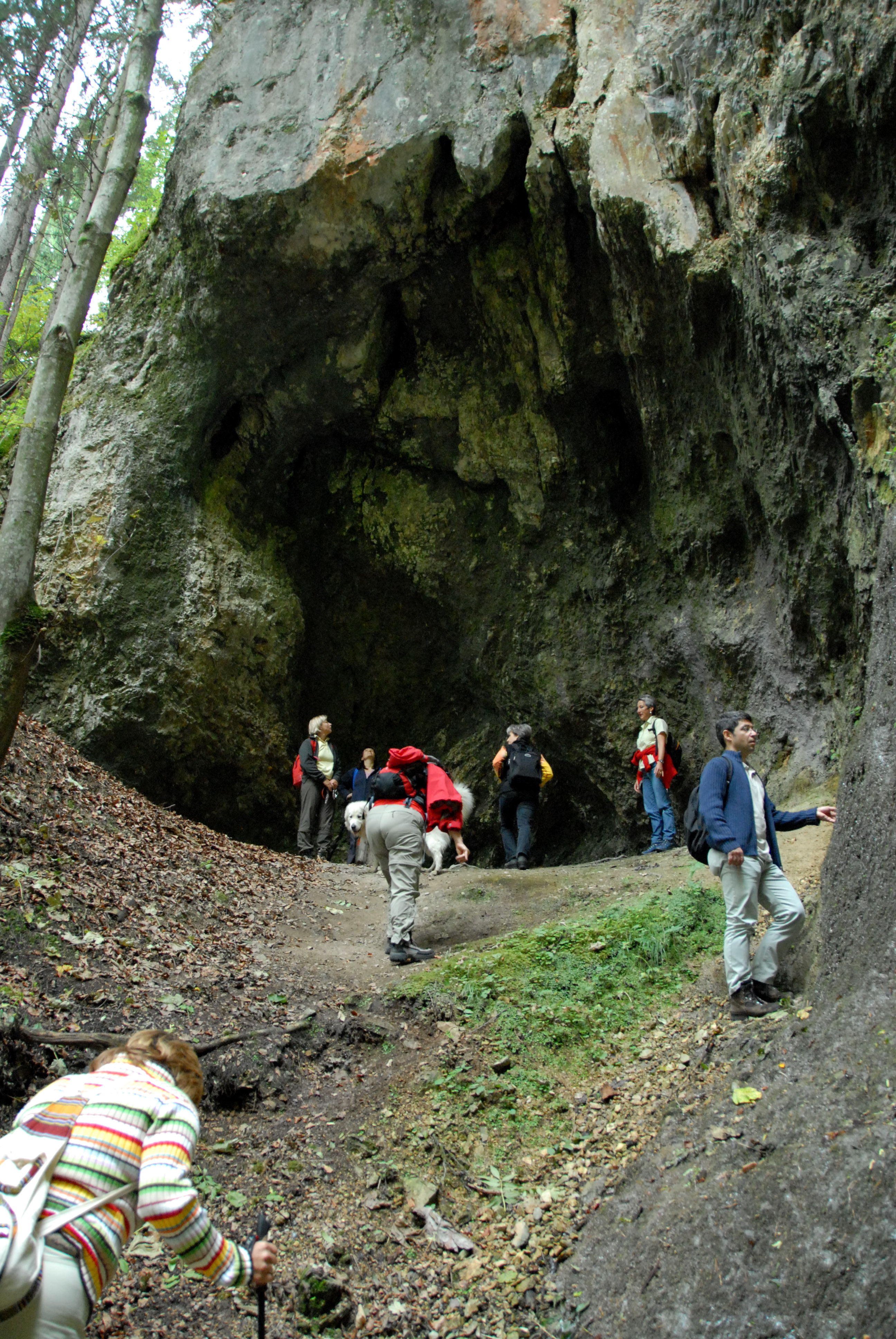
Felshöhle Srečna Peč zwischen Selkach und Rupertiberg
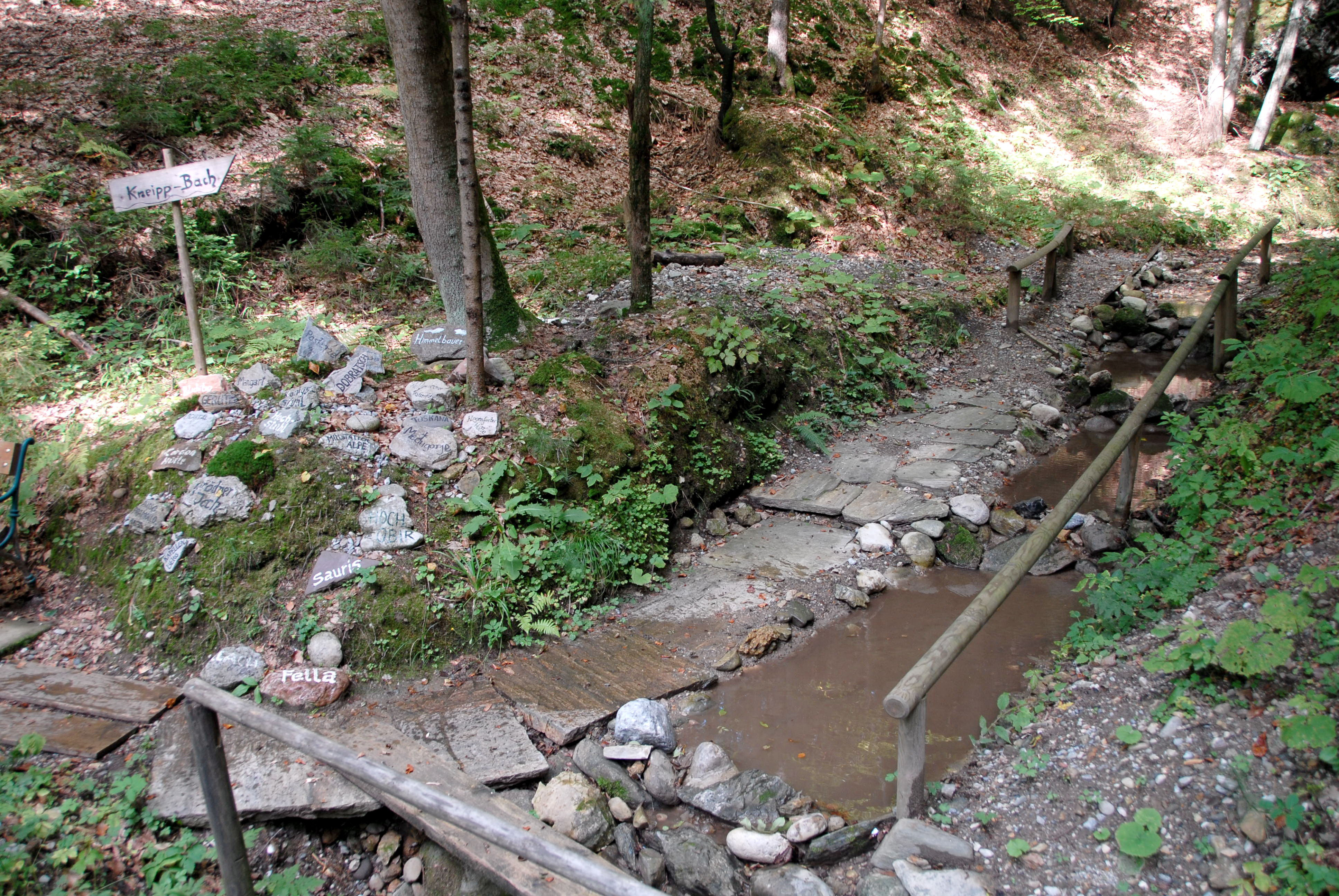
Kneipp-Bach beim Aufstieg von Selkach nach Rupertiberg
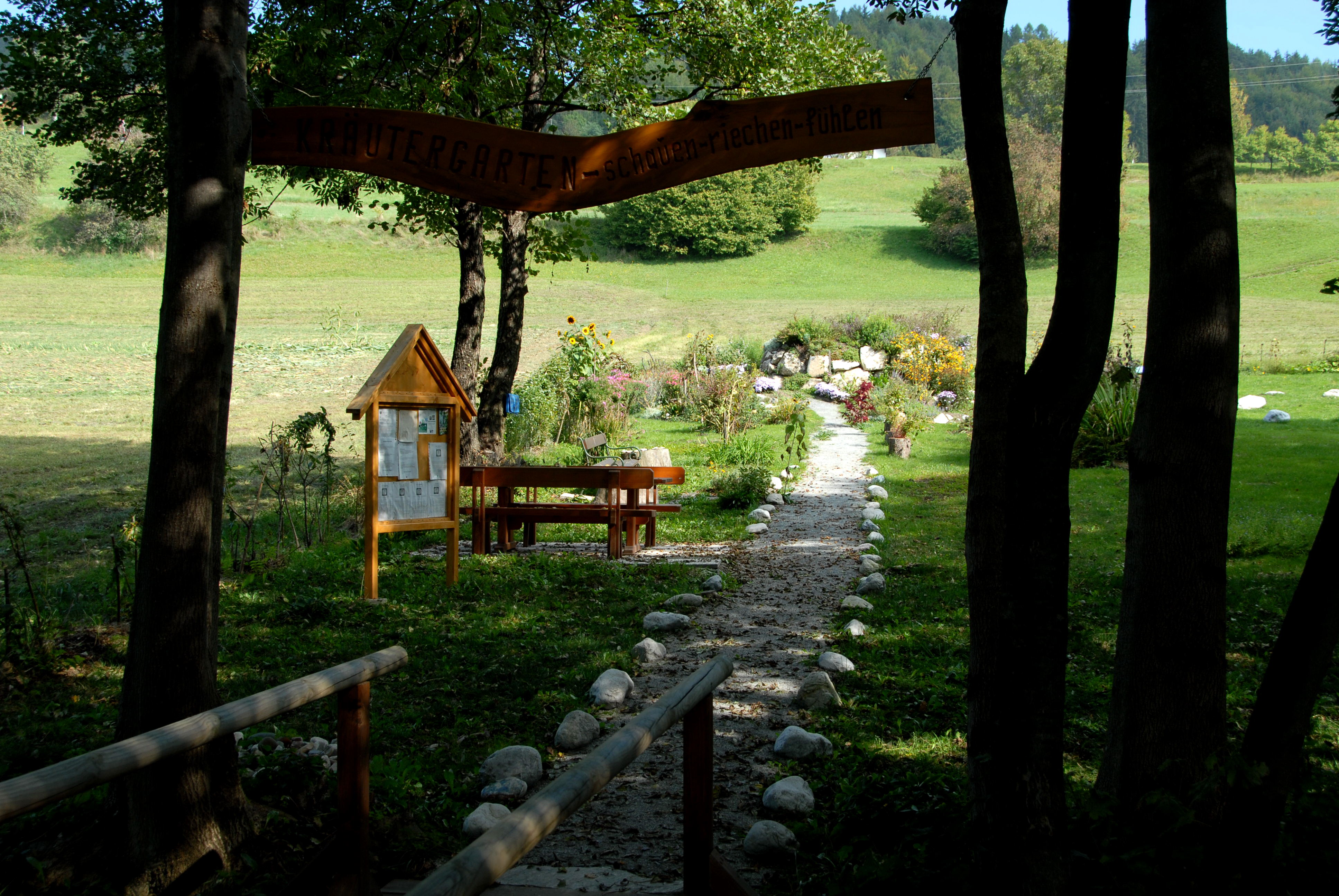
Kräutergarten unter der Aussichtsstraße am Rupertiberg